# Zygothrica britannia
Zygothrica britannia är en tvåvingeart som beskrevs av David Grimaldi 1990. Zygothrica britannia ingår i släktet Zygothrica och familjen daggflugor. Inga underarter finns listade i Catalogue of Life.